# Kirsten Nelson
Pour les articles homonymes, voir Nelson.
Kirsten Nelson est une actrice américaine, née le 3 octobre 1970 à Enid (Oklahoma).
Elle est surtout connue pour son rôle du chef Karen Vick dans la série télévisée Psych : Enquêteur malgré lui.

## Biographie
Kirsten Nelson a suivi ses études à l'Université Northwestern et est devenue un membre fondateur de l'Ensemble du Théâtre de Chicago avant le déplacement à Los Angeles où elle vit.

### Carrière
En 2005, elle a eu un petit rôle dans le film La Guerre des mondes de Steven Spielberg et le téléfilm de HBO Madama Harris.
De 2006 à 2014, elle a interprété le rôle du chef Karen Vick dans la série télévisée Psych : Enquêteur malgré lui.
En 2011, elle réalise et produit son premier court métrage, 8 Minutes,.
En 2012, elle obtient un rôle le temps d'un épisode dans les séries Parenthood, NCIS : Enquêtes spéciales et Warehouse 13.
En 2014, elle est à la tête de la réalisation du sixième épisode de la huitième saison de Psych.

## Filmographie
Sauf indication contraire, les informations mentionnées dans cette section peuvent être confirmées par la base de données cinématographiques IMDb,  présente dans la section « Liens externes ».

### Cinéma
- 1993 : Le Fugitif d'Andrew Davis : Betty
- 1994 : Bébé part en vadrouille (Baby's Day Out) de Patrick Read Johnson : une femme dans le parc
- 1997 : Three Women of Pain de Marisa Ryan : Lani (court métrage)
- 2004 : Larceny d'Irving Schwartz : Della
- 2005 : La Guerre des mondes (War of the Worlds) de Steven Spielberg : la femme d'affaires
- 2017 : Limelight de James Cullen Bressack : Liz Chance[3] (en postproduction[3])

### Télévision

#### Téléfilms
- 2004 : La Naissance d'une nouvelle star (Stuck in the Suburbs) de Savage Steve Holland : Susan Aarons
- 2005 : Madame Harris (Mrs. Harris) de Phyllis Nagy : la journaliste télé
- 2017 : Psych: The Movie de Steve Franks (en) : Karen Vick
- 2020 : Psych 2: Lassie Come Home de Steve Franks (en) : Karen Vick
- 2021 : Psych 3: This Is Gus (en) de Steve Franks (en) : Karen Vick

#### Séries télévisées
- 1994 : Le Retour des Incorruptibles (The Untouchables) : Daisy (saison 2, épisode 16)
- 1996 : Ned et Stacey (en) (Ned and Stacey) : une femme (saison 2, épisode 1)
- 1997 : Nés à Chicago (en) (Chicago Sons) : Lisa (saison 1, épisode 7)
- 1997 : The Practice : Bobby Donnell et Associés (The Practice) : Judy Burke (saison 2, épisode 13)
- 1999 : Le Caméléon (The Pretender) : agent Beth Swik (saison 3, épisode 8)
- 1999 : Incorrigible Cory (Boy Meets World) : Jessica (saison 6, épisode 12)
- 1999 : Thanks : Polly Winthrop (6 épisodes)
- 2000 : Pensacola (Pensacola: Wings of Gold) : le sergent Carol Davis / Davidson (saison 3, épisode 18)
- 2001 : Voilà ! (Just Shoot Me!) : Helen (saison 5, épisode 16)
- 2001 : À la Maison-Blanche (The West Wing) : Mme Dolores Landingham jeune (saison 2, épisode 22)
- 2002 : Buffy contre les vampires (Buffy the Vampire Slayer) : Lorraine Ross (saison 6, épisodes 12 et 17)
- 2002 : Providence : Kim (saison 4, épisode 16)
- 2002 : Ally McBeal : Connie Dekumbis (saison 5, épisode 18)
- 2003 : The O'Keefes (en) : Ellie O'Keefe (8 épisodes)
- 2003 et 2005 : Everwood : Ellie Beals (saison 2, épisode 7 et saison 3, épisode 22)
- 2004 : Frasier : Ellie (saison 11, épisode 18)
- 2005 : FBI : Portés disparus (Without a Trace) : Mme MacPherson (saison 3, épisode 15)
- 2005 : Malcolm (Malcolm in the Middle) : Jeanie (saison 6, épisode 22)
- 2006-2014 : Psych : Enquêteur malgré lui (Psych) : le chef Karen Vick (119 épisodes)
- 2008 : Eli Stone : Dana Asbury (saison 1,  épisode 10)
- 2010 : Ghost Whisperer : Sarah Davidson (saison 5, épisode 19)
- 2012 : Parenthood : Mme Ellis (saison 3, épisode 14)
- 2012 : NCIS : Enquêtes spéciales (NCIS: Naval Criminal Investigative Service) : Beth Banks (saison 9, épisode 16)
- 2012 : Warehouse 13 : Judy Giltoy (saison 4, épisode 5)
- 2014 : Saint George (en) : Mme Sloan (saison 1, épisode 9)
- 2015 : Bones : Nina Slocum[3] (saison 11, épisode 3)
- 2015 : NCIS : Nouvelle-Orléans : Vivienne Lambert[3] (saison 2, épisode 8)

### Jeux vidéo
- 2006 : Ant Bully : Hova, Générique Ant (voix originale)

## Voix françaises
- Brigitte Virtudes[5],[6] dans : (les séries télévisées)
  - À la Maison-Blanche
  - Parenthood
  - Warehouse 13
- Véronique Augereau[5] dans :
  - Psych : Enquêteur malgré lui (série télévisée)
  - Bones (série télévisée)
  - Psych: The Movie (téléfilm)

et aussi
- Hélène Chanson dans Le Retour des Incorruptibles[5] (série télévisée)
- Laurence Breheret dans La Naissance d'une nouvelle star[5] (téléfilm)
- Marie-Martine Bisson dans FBI : Portés disparus[6] (série télévisée)
- Brigitte Aubry dans Ghost Whisperer[5],[6] (série télévisée)